# Walter Tölke
Walter Tölke (* 22. Januar 1883 in Rengersdorf; † 22. August 1966 in Neumünster) war ein deutscher Richter.

## Leben
Tölke studierte Rechtswissenschaft an der Universität Jena und wurde 1902 im Corps Franconia Jena aktiv. Die Preußische Universität zu Greifswald promovierte ihn 1910 zum Dr. iur.
Im Ersten Weltkrieg diente er von 1914 bis 1918 als Leutnant der Reserve, ausgezeichnet mit dem Eisernen Kreuz II. Klasse. In der Weimarer Republik war er Landgerichtsdirektor in Berlin. In dieser Eigenschaft verurteilte er als Vorsitzender des Schöffengerichts Charlottenburg am 10. Dezember 1928 George Grosz unter anderem wegen der Karikatur „Christus mit der Gasmaske“ mit der Unterschrift „Maul halten und weiterdienen“ in 1. Instanz zu jeweils 2000 Mark Geldstrafe, ersatzweise zwei Monate Gefängnis. 1937 kam er an das Reichsgericht. Er war bis 1945 im I. Zivilsenat des Reichsgerichts tätig. 1945/46 wurde er Richter und Senatspräsident am Oberlandesgericht Gera. Er schied Ende 1951 aus. Walter Toelke galt dem DDR-Justizministerium als Richter „alter Schule, der nicht gewillt ist, sich umzustellen“. Am 9. August 1954 zog er von Erfurt nach Nortorf.

## Mitgliedschaften
- 1918–1933 Mitglied der DNVP
- nach 1945 LDPD

## Schriften
- mit Reinhard von Godin und Hans von Godin: Ehegesetz vom 20. Februar 1946: Mit Abdruck der noch in Kraft befindlichen Bestimmungen der Durchführungsverordnungen zum Ehegesetz vom 6. Juli 1938, 2 Auflagen Berlin 1947, 1950.